# The Forest (jogo eletrônico)

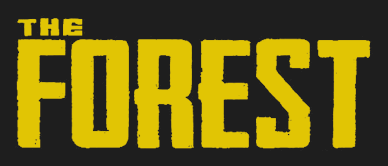

The Forest é um jogo eletrônico na primeira pessoa baseado em sobrevivência e terror a ser desenvolvido pela Endnight Games para Windows. O jogo foi lançado inicialmente em maio de 2014 em acesso antecipado, com a versão final lançada em abril de 2018 para PC. Posteriormente, foi lançado para o PS4 em 6 de novembro, 2018.

## Jogabilidade
Em The Forest, o jogador deve sobreviver ao ambiente e não ser morto por canibais de uma ilha florestal após sobreviver a um desastre de avião. Tem, então, que construir abrigos, armas, e outras ferramentas de sobrevivência, além de caçar e encontrar comida. Habitando a ilha, juntamente com várias criaturas da floresta, existe uma tribo de noctívagos e mutantes canibais que habitam nas profundas cavernas da ilha. Embora não sejam sempre hostis para o jogador em um primeiro contato, o seu comportamento usual é agressivo. Contudo, os desenvolvedores querem deixar os jogadores a questionar-se se a tribo canibalistica da ilha é o inimigo do jogador ou vice versa. Por exemplo, no primeiro encontro com o jogador, os canibais costumam hesitar e, em vez de atacar o jogador, podem observá-lo à distância, tentando se comunicar com o jogador através de efígies e enviando patrulhas em volta do acampamento do mesmo. Em combate, eles tentam regularmente proteger os outros de lesões, cercam o jogador e arrastam o membro da tribo ferido para a segurança e, ocasionalmente, se rendem ao medo e fogem. Embora o jogo não tenha missões, essa funcionalidade será uma possibilidade na conclusão do jogo. De momento existe o objectivo opcional de encontrar uma determinada quantidade de passageiros que viajavam no avião destruído.
O jogo possui um ciclo dia/noite, no qual o jogador poderá construir abrigos, caçar animais, colectar recursos durante o dia, e defender-se dos canibais mutantes de noite.

## Desenvolvimento
The Forest foi inspirado em filmes "cult" como The Descent e Cannibal Holocaust e video-games como Minecraft e Don't Starve, e foi aceito para fazer parte da Steam Greenlight em 2013. Os desenvolvedores da Endnight Games disseram que a Disney foi uma inspiração para o jogo, comentando que não querem que o jogo seja inteiramente "sombrio e deprimente." O jogo está sendo desenvolvido para ser compatível com o headset de realidade virtual Oculus Rift. A equipe de desenvolvimento já implementou o modo de multi-jogador, tendo dito que o modo de cooperação adiciona mais aleatoriedade ao jogo, porém eles desejam manter-se afastados de sistemas de multi-jogadores em massa como DayZ (Standalone) ou Rust.
A equipe de desenvolvimento tem antecedentes em efeitos visuais para o cinema, tendo trabalhado em filmes como The Amazing Spider-Man 2 e Tron: Legacy. O jogo foi desenvolvido na Engine Unity 4.